# Tom Reuveny
Tom Reuveny (12 de junho de 2000) é um velejador israelense. Ele ganhou medalhas de ouro no Campeonato Mundial Juvenil RS:X de 2017, no Campeonato Mundial Masculino Sub-21 RS:X de 2019 e no Campeonato Mundial Masculino Sub-21 RS:X de 2020. Representando Israel nas Olimpíadas de Paris de 2024, Reuveny conquistou o ouro no iQFoil.

## Carreira
Reuveny nasceu em Ramat Gan, viveu no Kibutz Sdot Yam, vive em Rosh HaAyin e é judeu. Ele é filho do Dr. Ronen Reuveny, um fisiologista do exercício, e Kate Reuveny, uma profissional de alta tecnologia. Seus pais o incentivaram a praticar esportes desde muito jovem. Seu irmão é um soldado de combate nas Forças de Defesa de Israel, desde o ataque liderado pelo Hamas em Israel em 7 de outubro. Quando criança, Reuveny treinou em vários esportes diferentes, incluindo ciclismo, natação, tênis e surfe.
Reuveny começou a surfar aos oito anos de idade. Aos dez anos de idade, ele começou a praticar windsurf. Ele ganhou uma medalha de bronze no Campeonato Mundial Juvenil RS:X de 2016 em Circolo Surf Torbole. Ele ganhou a medalha de ouro no Campeonato Mundial Juvenil RS:X de 2017. Ele ganhou a medalha de ouro no Campeonato Mundial Masculino Sub-21 RS:X de 2019 em Torbole, e a medalha de ouro no Campeonato Mundial Masculino Sub-21 RS:X de 2020 em Sorrento.
Representando Israel nas Olimpíadas de Paris de 2024, ganhou a medalha de ouro na classe iQFoil masculina em Marselha, França. Ele disse: "Fiz isso pelos nossos bravos soldados." O presidente israelense Isaac Herzog disse a ele: "Você flutuou na superfície da água como algo divino. Você fez uma nação inteira feliz, uma nação que está em guerra e uma nação que reza pelo retorno daqueles que estão sendo mantidos reféns... nosso hino foi tocado, Hatikva, esperança, pela primeira vez nestas Olimpíadas."